# 潮冷熱
潮冷熱株式会社（うしおれいねつ）は、船舶用エアコンや事業用除湿機、冷蔵・冷凍機器を製造する企業。製パン事業所用の電子制御オーブン「パン太くん」、船舶用エレベータ「ミスターワープ」も製造している。

## 沿革
- 1977年11月 - 潮冷熱株式会社設立。
- 1978年
  - 8月 - 資本金を400万円に増資。
  - 9月 - 資本金を1,000万円に増資。
- 1981年11月 - 本社を大西町九王より脇へ移転。
- 1984年3月 - 一般建設業の許可取得。
- 1987年11月 - 長崎出張所を開設。
- 1989年7月 - プレハブ式冷凍冷蔵庫製造工場完成。
- 1992年9月 - 本社工場全面改築完成。
- 1994年12月 - 赤崎工場を開設。
- 1996年4月 - 香川出張所を開設。
- 1997年
  - 3月 - 東京営業所（現・東京支店）を開設。
  - 6月 - 資本金を5,000万円に増資。
- 2000年 - 西条工場を開設。
- 2003年12月 - 大連新潮冷熱設計開発有限公司を設立。
- 2005年7月 - 韓国潮株式会社を設立。
- 2006年8月 - 東海出張所を開設。潮冷熱(大連)制冷工程有限公司を設立。
- 2008年2月 - 新都市工場を開設。
- 2009年12月 - 本社を大西町脇から現在地に移転。
- 2011年3月 - ISO14001の認証を取得。
- 2016年
  - 6月 - 資本金を1億円に増資。
  - 10月 - 博多営業所を開設。
- 2019年7月 - ウシオマテックス株式会社を設立。

## 事業所
- 本社・新都市工場 - 愛媛県今治市クリエイティブヒルズ5番地3
- 大西事業所 - 愛媛県今治市大西町脇甲883-1
- 西条工場 - 愛媛県西条市船屋字北新開甲661-1
- 東京支店 - 東京都港区西新橋1丁目13番1号　DLXビルディング10階
- 出張所 - 長崎（長崎市）･香川（多度津町）･東海（津市）・博多（福岡市）

## 関連会社
- 大連新潮冷熱設計開発有限公司 - 中国大連市
- 韓国潮株式会社 - 韓国釜山市
- ウシオマテックス株式会社（超難燃性軽量発砲新素材の開発･製造・販売）